# Noel Malcolm
Sir Noel Robert Malcolm (Surrey, 26 dicembre 1956) è uno storico, giornalista e scrittore britannico.

## Biografia
Nato e cresciuto nel Surrey, ha studiato all'Eton College in qualità di "King's Scholar" grazie a una borsa di studio. Successivamente ha studiato storia al Peterhouse dell'Università di Cambridge, per poi proseguire gli studi con un dottorato di ricerca al Trinity College.
Dal 1981 al 1988 fu fellow e lettore al Gonville and Caius College, prima di cominciare a spaziare nel giornalismo politico dalla fine degli anni ottanta. Ebbe una sua rubrica settimanale sullo Spectator dal 1987 al 1991, per poi diventarne redattore di politica estera dal 1991 al 1992. Dal 1992 al 1995 ebbe una sua rubrica sul Daily Telegraph. I suoi articoli sono stati pubblicati sulle maggiorni testate anglofone, tra cui il Guardian, il Sunday Telegraph, il New York Times, il Washington Post e il Daily Mail.
Nel 1995 ha abbandonato il giornalisno per tornare a dedicarsi alla ricerca e alla scrittura. È stato visiting fellow al St Antony's College dell'Università di Oxford dal 1995 al 1996 e dal 2002 è senior research fellow all'All Souls College, nel medesimo ateneo. La sua ricerca ha spaziato dall'omosessualità nel Rinascimento a Thomas Hobbes, occupandosi in particolar modo della storia dei Balcani e del Kosovo.

## Opere tradotte in italiano
- Storia del Kosovo. Dalle origini ai giorni nostri (Kosovo: A Short History), Bompiani, 1999. ISBN 978-8845242731
- Storia della Bosnia. Dalle origini ai giorni nostri (Bosnia: A Short History), Bompiani, 2000. ISBN  978-8845243561
- Agenti dell'Impero: Cavalieri, corsari, gesuiti e spie nel Mediterraneo del Cinquecento (Agents of Empire: Knights, Corsairs, Jesuits and Spies in the Late Sixteenth-Century Mediterranean World), Hoepli, 2016. ISBN  9788820375492
- Utili nemici. Islam e Impero ottomano nel pensiero politico occidentale (Useful Enemies: Islam and The Ottoman Empire in Western Political Thought, 1450-1750), Hoepli, 2020. ISBN 978-8820397210

## Ascendenza
|                        |   |                            | Genitori                    |  |  | Nonni |  |  | Bisnonni              |  |  | Trisnonni    |  |
|                        |   |                            |                             |  |  |       |  |  | William Rolle Malcolm |  |  | John Malcolm |  |
|                        |   |                            |                             |  |  |       |  |  | William Rolle Malcolm |  |  | John Malcolm |  |
|                        |   | Isabella Harriet Wingfield |                             |  |  |       |  |  | William Rolle Malcolm |  |  |              |  |
| Ronald Malcolm         |   |                            |                             |  |  |       |  |  | William Rolle Malcolm |  |  |              |  |
|                        |   | Georgina Wellesley         | Charles Wellesley           |  |  |       |  |  |                       |  |  |              |  |
|                        |   | Georgina Wellesley         | Charles Wellesley           |  |  |       |  |  |                       |  |  |              |  |
|                        |   | Georgina Wellesley         | Augusta Pierrepont          |  |  |       |  |  |                       |  |  |              |  |
| Kenneth Robert Malcolm |   | Georgina Wellesley         |                             |  |  |       |  |  |                       |  |  |              |  |
|                        |   | Robert Duff                | Arthur Duff                 |  |  |       |  |  |                       |  |  |              |  |
|                        |   | Robert Duff                | Arthur Duff                 |  |  |       |  |  |                       |  |  |              |  |
|                        |   | Robert Duff                | Elizabeth Davidson Innes    |  |  |       |  |  |                       |  |  |              |  |
| Isabel Abercromby Duff |   | Robert Duff                |                             |  |  |       |  |  |                       |  |  |              |  |
|                        |   | Louisa Scott               | William Scott, VI baronetto |  |  |       |  |  |                       |  |  |              |  |
|                        |   | Louisa Scott               | William Scott, VI baronetto |  |  |       |  |  |                       |  |  |              |  |
|                        |   | Louisa Scott               | Elizabeth Anderson          |  |  |       |  |  |                       |  |  |              |  |
| Noel Malcolm           |   | Louisa Scott               |                             |  |  |       |  |  |                       |  |  |              |  |
|                        | … | …                          |                             |  |  |       |  |  |                       |  |  |              |  |
|                        | … | …                          |                             |  |  |       |  |  |                       |  |  |              |  |
|                        | … | …                          |                             |  |  |       |  |  |                       |  |  |              |  |
| William John Knowles   | … |                            |                             |  |  |       |  |  |                       |  |  |              |  |
|                        |   | …                          | …                           |  |  |       |  |  |                       |  |  |              |  |
|                        |   | …                          | …                           |  |  |       |  |  |                       |  |  |              |  |
|                        |   | …                          | …                           |  |  |       |  |  |                       |  |  |              |  |
| Iris Lilian Knowles    |   | …                          |                             |  |  |       |  |  |                       |  |  |              |  |
|                        |   | …                          | …                           |  |  |       |  |  |                       |  |  |              |  |
|                        |   | …                          | …                           |  |  |       |  |  |                       |  |  |              |  |
|                        |   | …                          | …                           |  |  |       |  |  |                       |  |  |              |  |
| …                      |   | …                          |                             |  |  |       |  |  |                       |  |  |              |  |
|                        |   | …                          | …                           |  |  |       |  |  |                       |  |  |              |  |
|                        |   | …                          | …                           |  |  |       |  |  |                       |  |  |              |  |
|                        |   | …                          | …                           |  |  |       |  |  |                       |  |  |              |  |
|                        |   | …                          |                             |  |  |       |  |  |                       |  |  |              |  |